# Puornlaassa
Puornlaassa, nordsamiska: Puornâlássá, är en ö i Finland. Den ligger i sjön Nuottamajärvi och i kommunen Enare i den ekonomiska regionen Norra Lappland och landskapet Lappland, i den norra delen av landet, 1 000 km norr om huvudstaden Helsingfors. Öns area är omkring 210 kvadratmeter och dess största längd är 20 meter i öst-västlig riktning.